# Pheidole huberi
Pheidole huberi är en myrart som beskrevs av Auguste-Henri Forel 1911. Pheidole huberi ingår i släktet Pheidole och familjen myror.

## Underarter
Arten delas in i följande underarter:
- P. h. huberi
- P. h. perakensis